# Campeonato Mundial de Ciclismo de Montaña de 2002
El XIII Campeonato Mundial de Ciclismo de Montaña se celebró en la localidad de Kaprun (Austria) entre el 29 de agosto y el 3 de septiembre de 2002, bajo la organización de la Unión Ciclista Internacional (UCI) y la Federación Ciclista de Austria. 
Se compitió en 4 disciplinas, las que otorgaron un total de 10 títulos de campeón mundial:
- Descenso (DH) – masculino y femenino
- Campo a través (XC) – masculino, femenino y mixto por relevos
- Campo a través para 4 (4X) – masculino y femenino
- Trials (TRI) – masculino 20″, masculino 26″ y femenino 20″/26″

## Resultados

### Masculino
| Evento                        | Oro                              | Plata                                | Bronce                                |
| ----------------------------- | -------------------------------- | ------------------------------------ | ------------------------------------- |
| Descenso (31.08)              | Nicolas Vouilloz Francia 5:08,53 | Steve Peat Reino Unido 5:09,47       | Christopher Kovarik Australia 5:14,28 |
| Campo a través (01.09)        | Roland Green · Canadá · 2:19:02  | Filip Meirhaeghe · Bélgica · 2:19:21 | Thomas Frischknecht · Suiza · 2:20:47 |
| Campo a través para 4 (31.08) | Brian Lopes Estados Unidos       | Cédric Gracia Francia                | Eric Carter Estados Unidos            |
| Trials 20″                    | Marco Hösel · Alemania ·         | Juan Antonio Linares · España ·      | Peter Barták · Eslovaquia ·           |
| Trials 26″                    | Kenny Belaey · Bélgica ·         | Marc Vinco Francia                   | Marc Caisso Francia                   |

### Femenino
| Evento                        | Oro                                    | Plata                               | Bronce                             |
| ----------------------------- | -------------------------------------- | ----------------------------------- | ---------------------------------- |
| Descenso (31.08)              | Anne-Caroline Chausson Francia 5:45,58 | Fionn Griffiths Reino Unido 5:52,18 | Missy Giove Estados Unidos 5:56,14 |
| Campo a través (01.09)        | Gunn-Rita Dahle · Noruega · 2:14:05    | Anna Szafraniec · Polonia · 2:15:28 | Sabine Spitz · Alemania · 2:16:53  |
| Campo a través para 4 (31.08) | Anne-Caroline Chausson Francia         | Katrina Miller Australia            | Sabrina Jonnier Francia            |
| Trials 20″/26″                | Karin Moor · Suiza ·                   | Lucie Miramond Francia              | Floriane Combé Francia             |

### Mixto
| Evento                             | Oro                                                                           | Plata                                                                               | Bronce                                                                                |
| ---------------------------------- | ----------------------------------------------------------------------------- | ----------------------------------------------------------------------------------- | ------------------------------------------------------------------------------------- |
| Campo a través por relevos (03.09) | Ryder Hesjedal · Roland Green · Max Plaxton · Alison Sydor · Canadá · 1:43:36 | Julien Absalon Jean-Eudes Demaret Laurence Leboucher Cédric Ravanel Francia 1:44:29 | Florian Vogel · Thomas Frischknecht · Lukas Flückiger · Petra Henzi · Suiza · 1:45:36 |

## Medallero
| Núm. | País           | Oro | Plata | Bronce | Total |
| ---- | -------------- | --- | ----- | ------ | ----- |
| 1    | Francia        | 3   | 4     | 3      | 10    |
| 2    | Canadá         | 2   | 0     | 0      | 2     |
| 3    | Bélgica        | 1   | 1     | 0      | 2     |
| 4    | Estados Unidos | 1   | 0     | 2      | 3     |
| 4    | Suiza          | 1   | 0     | 2      | 3     |
| 6    | Alemania       | 1   | 0     | 1      | 2     |
| 7    | Noruega        | 1   | 0     | 0      | 1     |
| 8    | Reino Unido    | 0   | 2     | 0      | 2     |
| 9    | Australia      | 0   | 1     | 1      | 2     |
| 10   | España         | 0   | 1     | 0      | 1     |
| 10   | Polonia        | 0   | 1     | 0      | 1     |
| 12   | Eslovaquia     | 0   | 0     | 1      | 1     |
|      | TOTAL          | 10  | 10    | 10     | 30    |